# Cratere Basilia
Basilia è un cratere sulla superficie di 21 Lutetia.